# I giovani tigri
I giovani tigri è un film del 1968, diretto da Antonio Leonviola.

## Trama
Cinque diciassettenni della Milano bene decidono di trascorrere le vacanze in città e di snobbare i luoghi di villeggiatura. In una villa di campagna, su iniziativa di Consuelo, la "regina" del gruppo, si ritrovano per un week end all'insegna della trasgressione. Nella campagna silenziosa risuona la musica proveniente dal giradischi acceso nella villa, dove si svolge una festa. Durante un'assurda roulette russa, una ragazza perde conoscenza e in pochi minuti muore.
Tutti fuggono, i cinque ragazzi si perdono di vista, ma due di loro, Sam e Paride, decidono di presentarsi spontaneamente alla polizia e raccontare la loro versione dei fatti. Consuelo e Dario, che stanno trascorrendo giornate spensierate in una riserva di caccia, vengono raggiunti dagli altri tre che raccontano come la polizia si sia ormai convinta che la morte della giovane sia stata una semplice disgrazia.
Per rompere la monotonia, Consuelo lancia un'altra idea: rubare denaro contante a qualcuno che non potrà reclamarlo. Qualcuno cioè che cha rubato quel denaro e che, pertanto, non potrà denunciare a sua volta il furto. La vittima, individuata fra le loro conoscenze, è il dottor Panini, stimato agente di borsa, che esporta clandestinamente denaro tra l'Italia e la Svizzera.
Ospiti nella lussuosa imbarcazione da diporto dello stesso Panini, riescono a carpire da lui le informazioni necessarie e si dividono i compiti per organizzare il colpo. Il denaro, contenuto in una cassetta, viene portato in Svizzera in vagone letto: Paride e Fosco devono impadronirsi dei comandi del treno, Dario sale sul vagone e provoca un principio d'incendio; Consuelo viaggia sullo stesso vagone e al momento opportuno tirerà il segnale d'allarme.
Il treno si fermerà in una stazioncina dove il vagone verrà sganciato e isolato per il tempo strettamente necessario a sottrarre la cassetta.
Tutto si svolge secondo le previsioni e i ragazzi abbandonano per un attimo la loro freddezza e il loro cinismo per festeggiare i cinquecento milioni di lire che si ritrovano nelle mani.
Ma il piano di Consuelo prevede anche la possibilità di spenderli senza destare alcun sospetto: per questo Consuelo chiede alla nonna, che vive in una vecchia tenuta fuori città, di organizzare una gita ciclistica tra amici e parenti. Mentre si svolge la gita, la cassetta viene spostata in un luogo dove passerà il gruppo.
Qui Consuelo finge di bucare una ruota e di accorgersi casualmente della cassetta. I ragazzi la portano al municipio del piccolo comune di campagna dove, tra lo stupore degli astanti, viene aperta e vengono reperiti i cinquecento milioni. Un anno dopo, dal momento che nessuno si fa vivo per reclamarne il contenuto, il denaro viene di diritto attribuito ai cinque ragazzi.